# 美幌海軍航空隊
美幌海軍航空隊（みほろかいぐんこうくうたい）は、日本海軍の部隊の一つ。六番目の陸上攻撃機部隊として、大東亜戦争序盤より中盤にかけて最前線で爆撃・攻撃・偵察行動に従事した。1942年（昭和17年）11月1日に初代の第七〇一海軍航空隊（だいななまるいちかいぐんこうくうたい）と改称。

## 沿革
陸上攻撃機部隊の増強を図るために、④計画に盛り込まれた4個航空隊の一つとして、中国戦線での活動を終えた第十五航空隊の陸攻要員を元山海軍航空隊と分け合って開隊した。千島列島方面での作戦行動に対応すべく、既設の中央気象台飛行場（現在の女満別空港のルーツ）とは関係なく新規建設した飛行場を用いた。地名の「びほろ」ではなく「みほろ」と呼んでいたとする証言が多数あり、海軍でも建設中は「M基地」の符牒で呼び、機体番号に冠する区別字は日本国内では「ミ」と定められ、外地では「M」を使用していた。
- 1940年（昭和15年）
  - 10月1日 - 木更津で開隊。大湊要港部隷下。
  - 11月15日 - 第二連合航空隊。木更津飛行場を拠点に訓練に従事。
- 1941年（昭和16年）
  - 1月1日 - 二連空は第十一航空艦隊第二十二航空戦隊に改称。
  - 3月1日 - 台中経由上海進出中、宗雪新之助司令・馬野光飛行長座乗の陸攻が新竹付近で墜落、全員殉職。
  - 3月26日 - 上海進出。4月29日初出撃し、重慶を爆撃。以後連日重慶・成都・蘭州を爆撃。
  - 9月1日 - 館山飛行場に帰還。10月9日台中飛行場に進出。
  - 11月24日 - 海南島経由サイゴン近郊ツダウム飛行場に進出。陸攻48機に増強。
  - 12月10日 - マレー沖海戦。元山空・鹿屋空と協同でプリンス・オブ・ウェールズとレパルス撃沈。

以後、ツドゥム（Thu Dau Mot）・コタバル・クアンタンと前進しつつ、マレー・シンガポール・スマトラ・ボルネオ爆撃に従事。
- 1942年（昭和17年）
  - 3月22日 - スマトラ島北方サバン島に進出、以後マラッカ海峡・インド洋哨戒に従事。
  - 5月10日 - 木更津飛行場に帰還。30日美幌着(美幌空唯一の美幌基地利用)。陸攻36機に削減。

以後、本隊は美幌で訓練・哨戒に従事、分遣隊は幌筵島に進出しアリューシャン列島哨戒に従事。
- 8月某日 - 木更津・南鳥島に進出、本州東方海上の哨戒に従事。

- 11月1日 - 第七〇一海軍航空隊に改称。テニアン島に進出。

- 12月1日 - ラバウル進出。ソロモン諸島哨戒・糧秣物資投下・ガダルカナル島・ポートモレスビー夜間爆撃に従事。

- 1943年（昭和18年）
  - 1月29日 - レンネル島沖海戦で夜間索敵・薄暮攻撃。巡洋艦「シカゴ」を大破(のちの水雷戦でシカゴ撃沈)。
  - 3月15日 - 解隊。

美幌航空隊が美幌飛行場を使ったのは、マレーから帰還して南洋に進出するまでの2ヶ月に過ぎないが、ドーリットル隊を追撃した木更津海軍航空隊が進出したことがある。1944年（昭和19年）後半に空地分離策が実行され、北東海軍航空隊司令部が美幌に進駐した。終戦までに美幌周辺に3箇所の飛行場が造成された。
戦争末期には海軍特攻基地となっていた。敗戦直後には旧軍幹部による武器隠匿が行われたが明るみになり、GHQの指令違反とされた関係者は札幌刑務所に送られた。
敗戦後に進駐した連合軍は、美幌第二飛行場の滑走路を徹底的に破壊したが、第三美幌飛行場は緊急用に温存した。
美幌第一飛行場跡には陸上自衛隊美幌駐屯地が開かれ、破壊された第二美幌飛行場は旧女満別空港として復興され、後にテストコースに転換され健在である。また美幌飛行場の格納庫は、解体後の1950年（昭和25年）に旭川市で開かれた北海道開発大博覧会の「開発館」として移設され、後に旭川市総合体育館常磐分館となり1993年（平成5年）まで使用された。
- 美幌第一飛行場跡地の空中写真（1947年）
Vの字型の滑走路跡が確認できる。現在は美幌駐屯地。
国土交通省 国土地理院 地図・空中写真閲覧サービスの空中写真を基に作成
北緯43度49分27.62秒 東経144度10分16.36秒 / 北緯43.8243389度 東経144.1712111度
- 美幌第二飛行場跡地の空中写真（1947年）
かつて存在した滑走路を図示。旧女満別空港を経て、現在はボッシュ女満別テクニカルセンターのテストコース。
国土交通省 国土地理院 地図・空中写真閲覧サービスの空中写真を基に作成
北緯43度54分13.25秒 東経144度9分47.41秒 / 北緯43.9036806度 東経144.1631694度
- 美幌第三飛行場跡地の空中写真（1947年）
現在は畑作地に転換。
国土交通省 国土地理院 地図・空中写真閲覧サービスの空中写真を基に作成
北緯43度52分35.02秒 東経144度27分38.73秒 / 北緯43.8763944度 東経144.4607583度

## 主力機種
- 九六式陸上攻撃機

美幌空は当初より陸攻専用の航空隊として編成されていた。後継機の一式陸上攻撃機は1942年（昭和17年）上半期に最前線部隊へ優先して配当されたため、この時期に内地に帰還していた美幌空には配当されなかった。つまり美幌空所属の実戦用機体は「中攻」すなわち九六式陸上攻撃機のみである。

## 歴代司令
- 宗雪新之助 大佐：1940年10月1日[3] - 1941年3月1日殉職
- 近藤勝治 大佐：1941年3月5日[4] - 1942年3月20日[5]
- 山田豊 中佐/大佐：1942年3月20日[5] - 第七〇一海軍航空隊司令 1942年11月1日[6] - 1943年3月15日[7]、同日付解隊